# Gladbeck
Gladbeck (pronunciación en alemán: /ˈɡlatbɛk/ⓘ) es un municipio situado en el distrito de Recklinghausen, en el estado federado de Renania del Norte-Westfalia (Alemania), con una población a finales de 2016 de unos 75 532 habitantes.
Se encuentra ubicado al norte del estado, en la región de Münster, al sureste de la frontera con Países Bajos y cerca de la orilla del río Lippe —un afluente derecho del Rin—. La ciudad ganó fama internacional cuando en ella dio comienzo la crisis de rehenes de Gladbeck en 1988.